# 銀礦灣

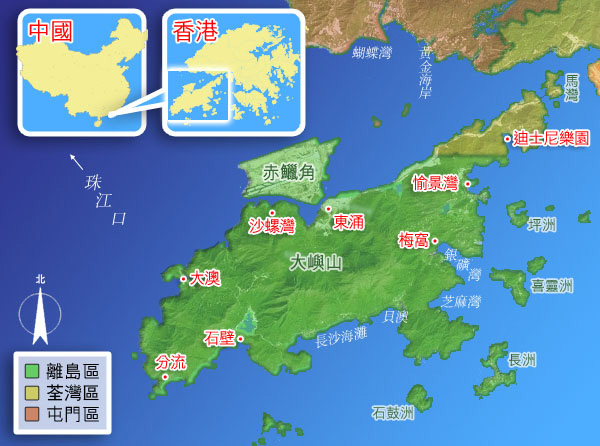
大嶼山地圖

銀礦灣（英語：Silver Mine Bay），又寫作銀鑛灣，是香港一個海灣，位於新界離島區大嶼山的東南部，海灣對內為梅窩，而其西北的山崗曾開採白銀，因而此內灣得名銀礦灣。

## 銀礦洞

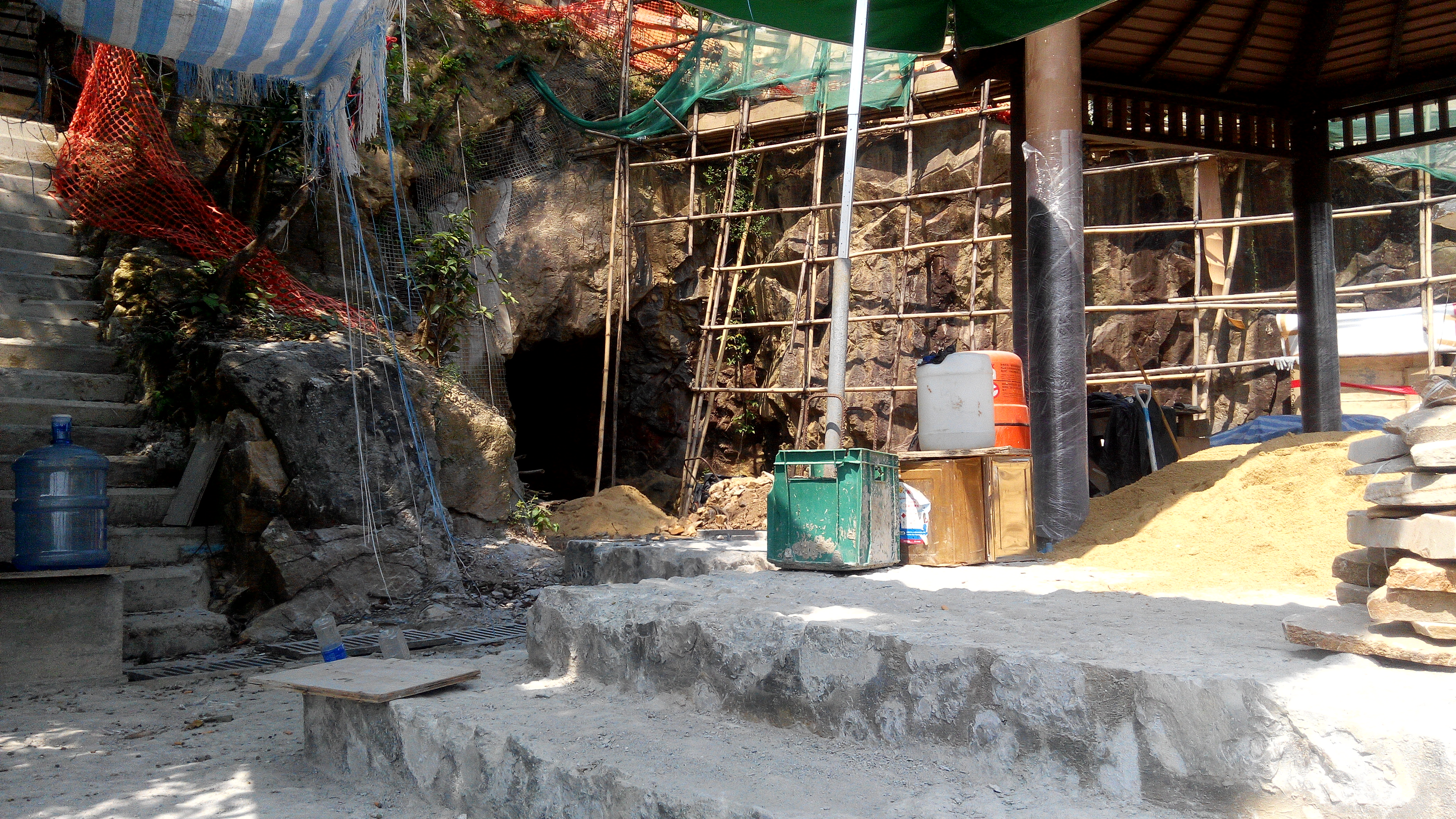
2015年正在進行優化工程的銀礦洞口

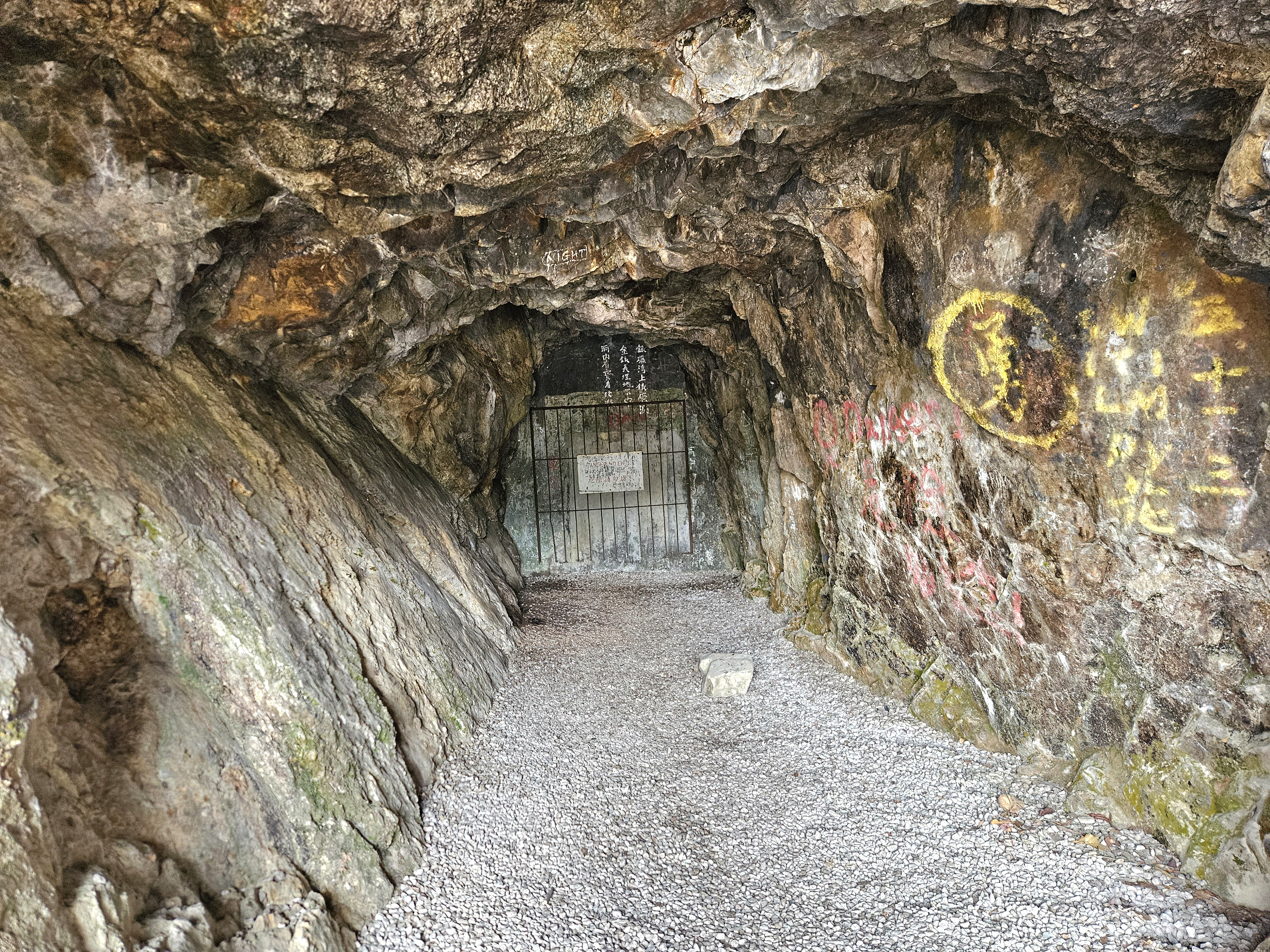
銀礦洞內貌

銀礦灣因為位於附近山上的銀礦洞而得名，該洞藏有鉛礦；大部份鉛礦的礦石含有少量的白銀，因而此內灣得名銀礦灣。礦藏於1862年被發現及開採；初期生產每公噸礦石含有約4公斤的銀。礦藏於1886年被大量開發。何崑山在1884年創辦天華礦業公司。最早天華礦業公司負責採礦工作，到1890年為唐廷樞、徐潤等華人企業家接辦。開採礦藏除了使用炸藥及大量工人在礦洞內挖掘外，當時天華公司在梅窩一帶建立一條龍的作業系統，確保銀礦礦石可以獲得即時加工及處理。據報經營者曾興建一個小型的水庫及長約700米的水管，從遠處引水到礦洞附近，利用水力推動水泵抽走礦洞內的地下水。礦洞的礦石透過長達一公里的索道及吊籃運送到銀礦灣沙灘沿岸的一間大型的煉銀廠。煉銀廠長約80米，設有多個自動化的碎石機、跳汰機等全由英國入口處理礦石的機器，亦設有多個不同種類的煉爐，每日可以處理多達40噸的礦石。除處理銀礦洞生產的礦石外，更會處理來自中山潭洲銀礦的礦石。銀礦洞可能是廣東省第二個以現代化方法開採礦石的銀礦，而煉銀廠則很有可能是廣東省第一間使用現代方法煉銀的煉銀廠。後來因為礦石含銀量過低、加上經營不善、資金不足等問題，天華公司宣告倒閉；而礦洞亦於1896年停止生產，只留下洞穴遺蹟予遊人參觀。
礦洞高約10呎、闊約7呎。廢棄礦道積水而成為四通八達的水道，挖掘銀礦、傳送礦石的鏈軌仍然遺留洞內；其中有少量鐘乳石，乘坐小艇遊覽整個礦洞需要半小時。銀礦洞有四個入口，左洞是正洞，右洞則是副洞。1960年代，銀礦洞發生溺斃意外，致使銀礦洞被封閉至今；加上礦洞只剩下少量的礦藏量，香港政府基於安全理由關閉礦洞：正洞及右洞均被政府封閉，其餘兩個洞則早被山泥堵塞。
然而，一直有當地居民認為應該重開礦洞以吸引旅客參觀。實際上，銀礦洞內有罕有蝙蝠生活；洞內至少有逾千隻共九種蝙蝠，當中有四個不常見品種；加上礦洞已封閉超過40年，礦洞圖則及歷史資料自二戰後早已散失，洞內岩石結構安全成疑，不宜開放。因此土木工程拓展署只會在銀礦洞口進行優化工程，加建避雨亭及增設訪客方向及資料展示牌等，以方便及吸引遊人。

## 銀礦瀑布

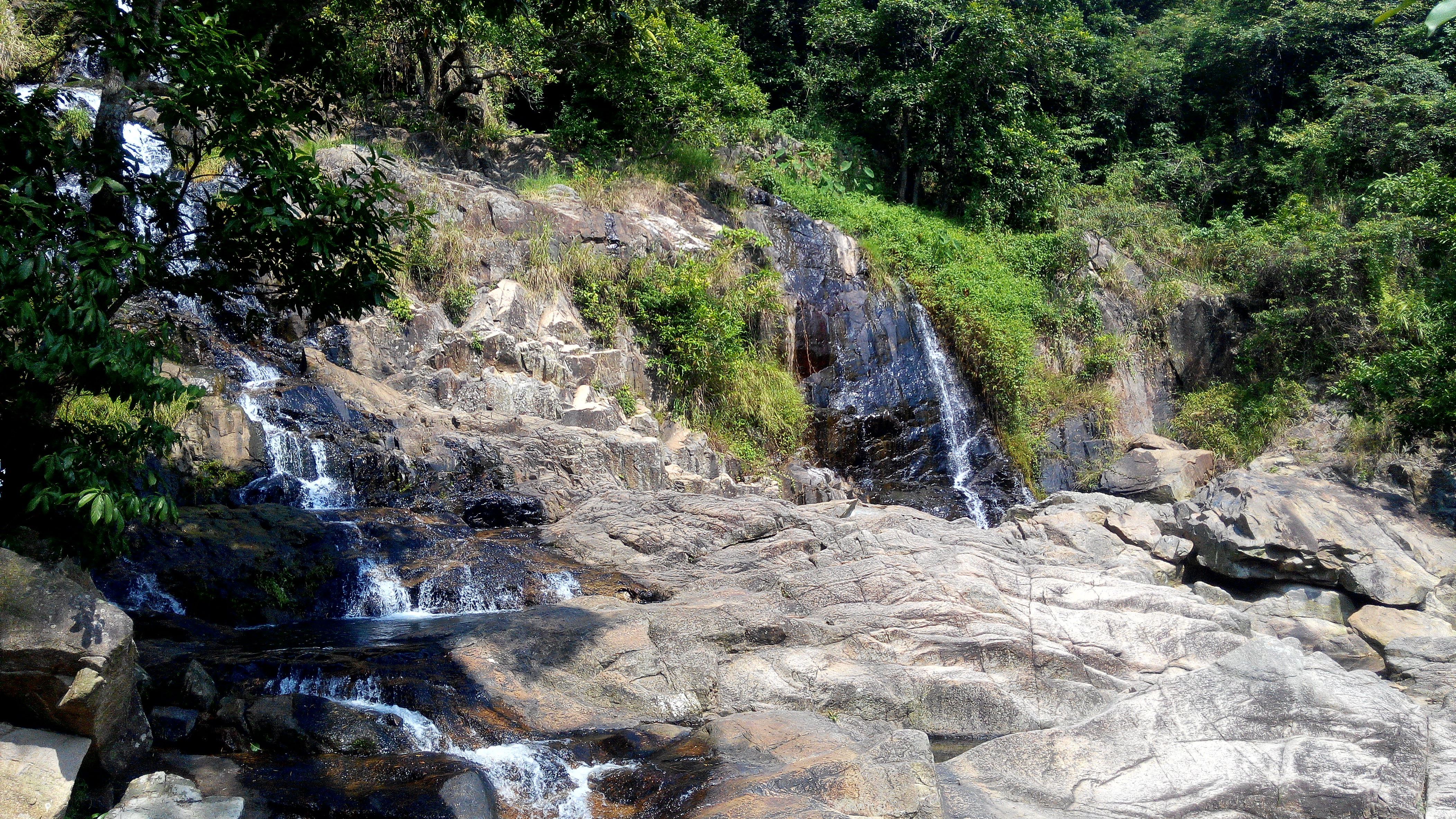
銀礦瀑布

銀礦瀑布分為上銀礦瀑布和下銀礦瀑布，旁邊為銀礦灣瀑布公園，設有一中式涼亭讓人觀賞瀑布景色。

### 櫻花徑
窩田村是位於梅窩銀礦洞石徑之上的村落。為配合2016年梅窩發展計劃並借助政府重修廢棄的銀礦洞契機，窩田村村民引資移植櫻花樹；初期由內地引進60棵櫻花樹種植，打造櫻花夢境園及百米櫻花徑。

## 銀礦灣泳灘

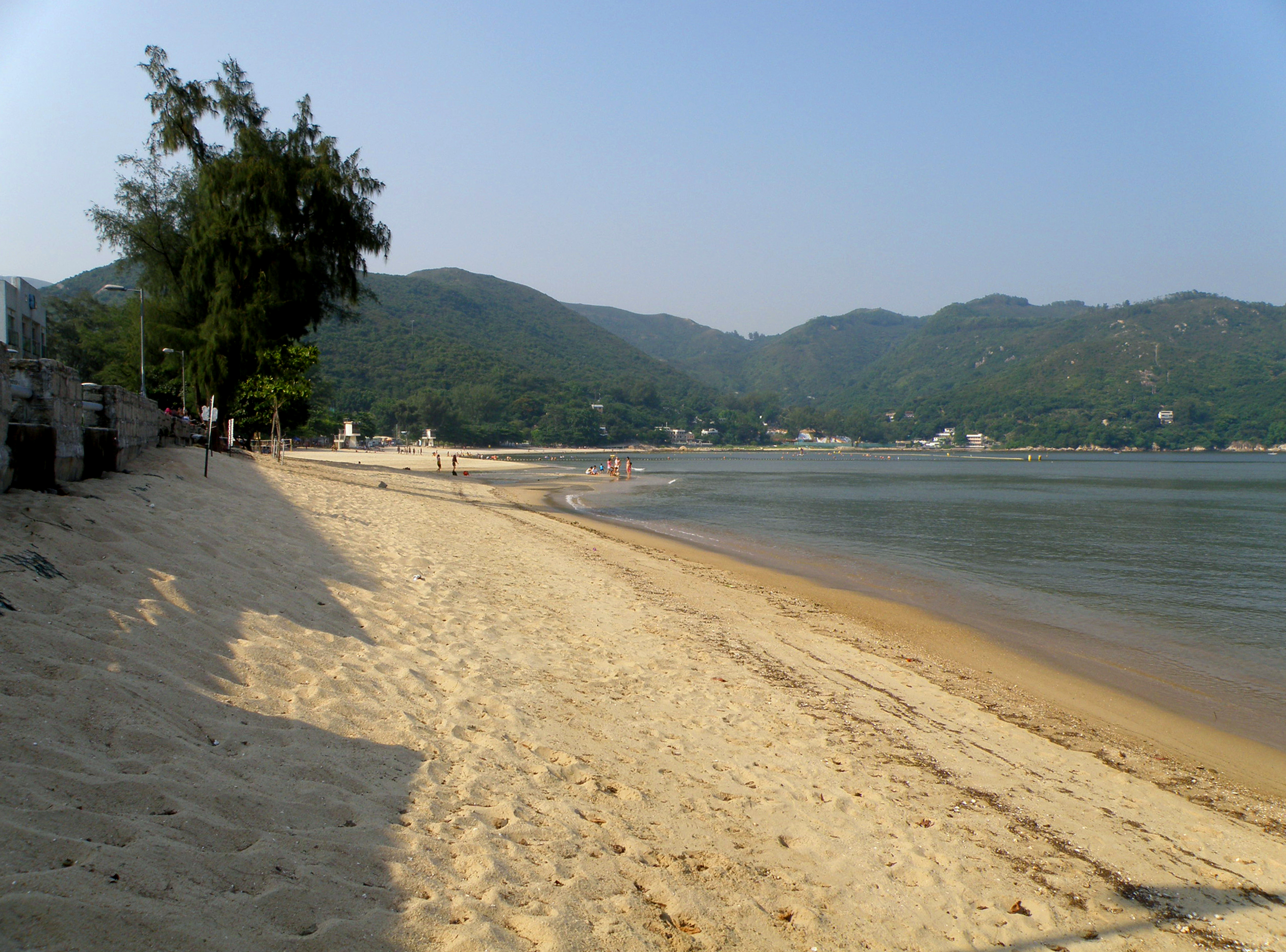
銀礦灣泳灘

處於銀礦灣西岸的銀礦灣泳灘寬闊且水淺，不過有頗多的垃圾。由於數條進入銀礦灣的河流中游均有農民飼養家禽，銀礦灣泳灘在1980年代中期的水質為極差；不過近年水質較為良好至一般之間。

### 泳灘設施
- 燒烤區
- 更衣室
- 淋浴設備
- 洗手間
- 沙灘排球場（唯一在離島區有沙灘排球場的泳灘）

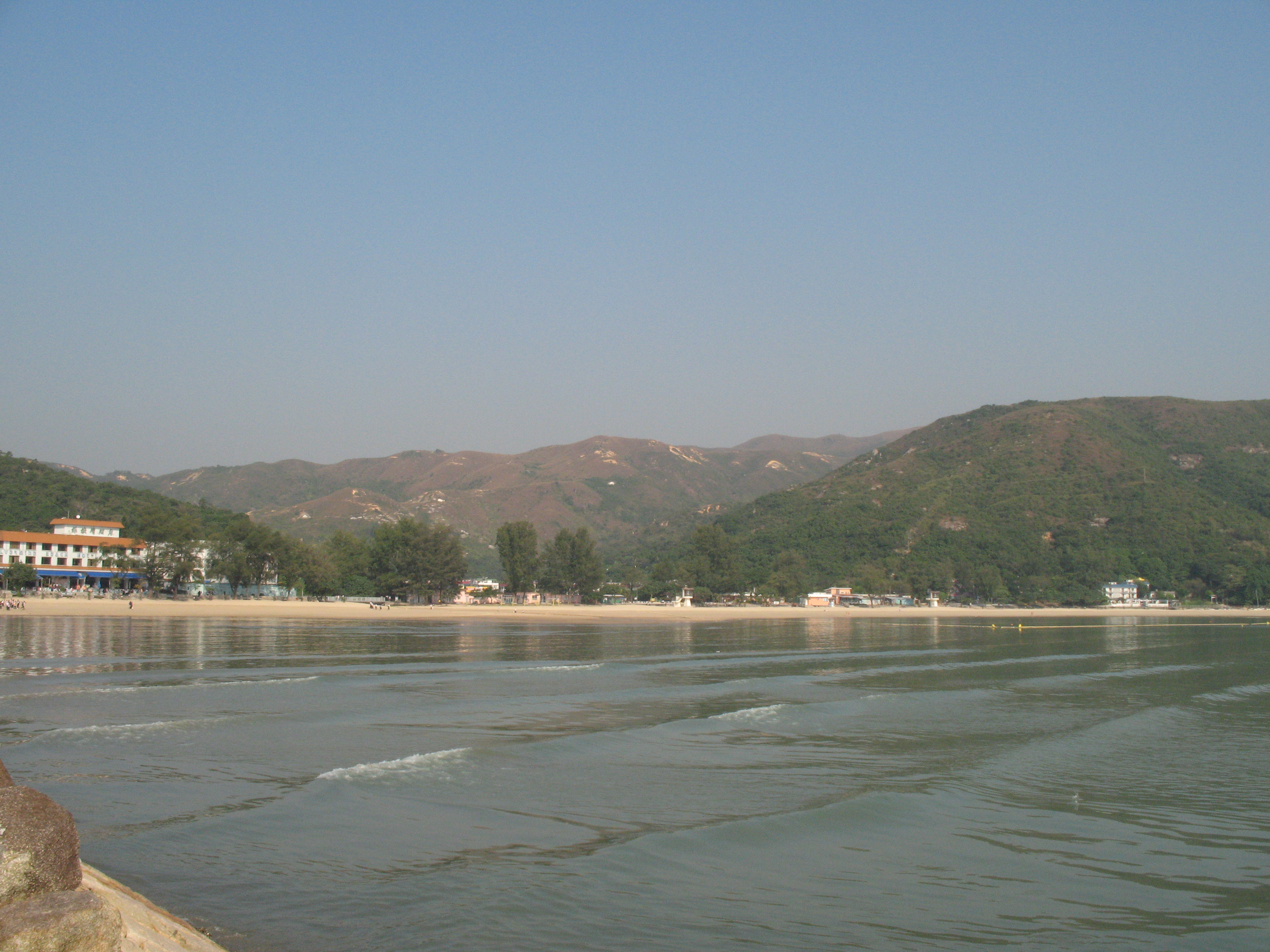
銀礦灣泳灘，左方建築物為銀鑛灣酒店
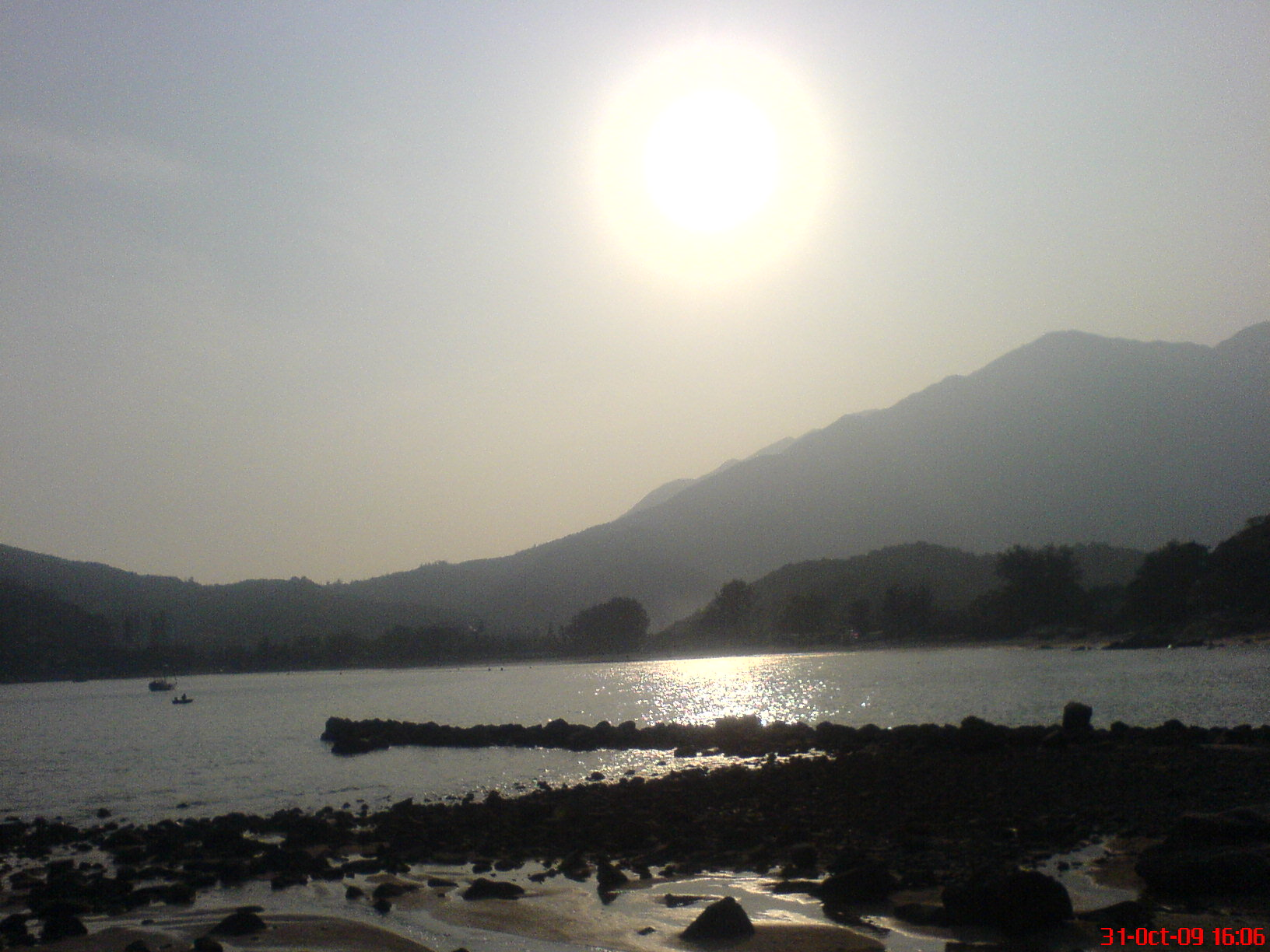
從東灣頭眺望銀礦灣泳灘
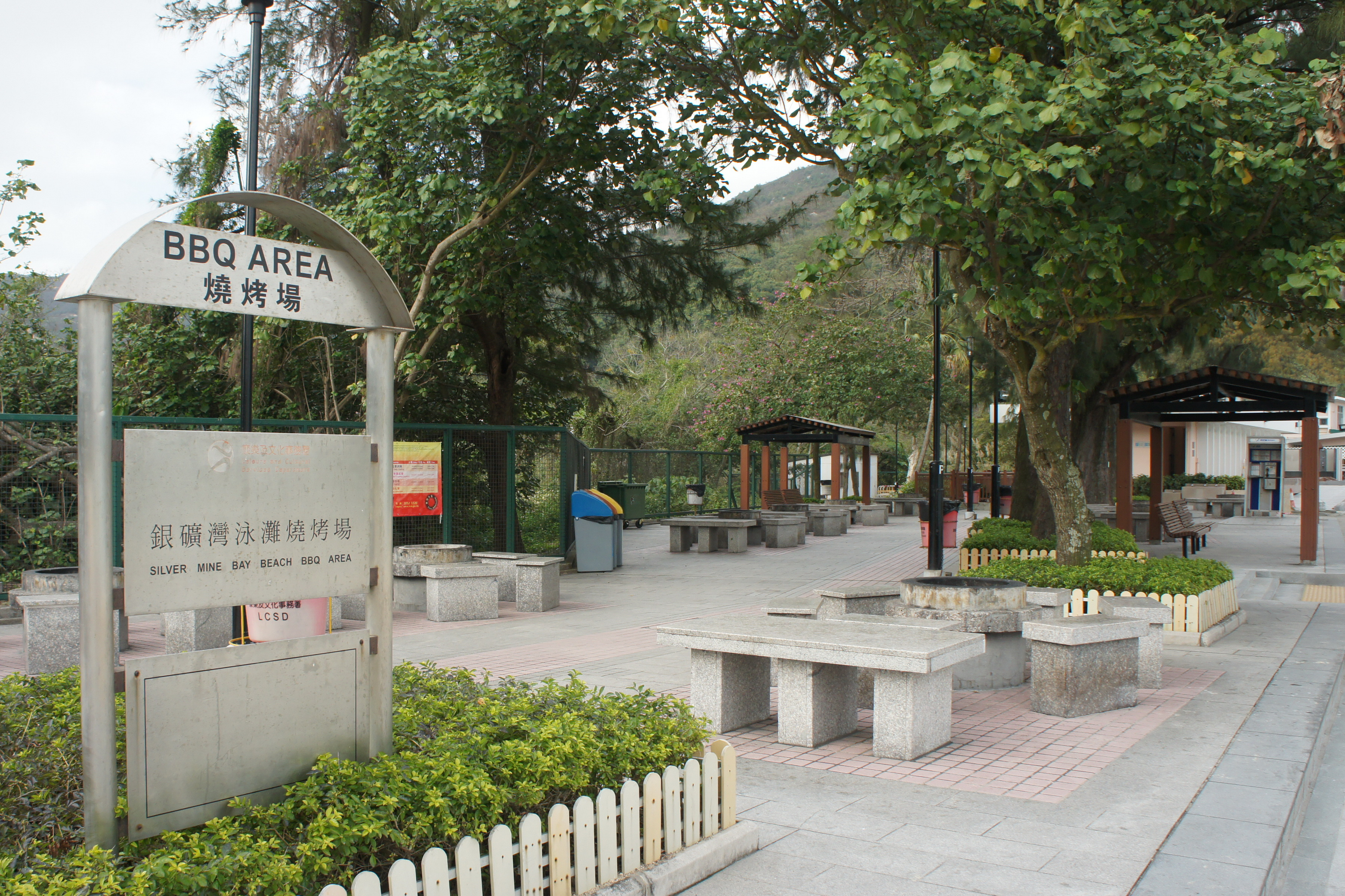
銀礦灣泳灘的燒烤區

## 天際線

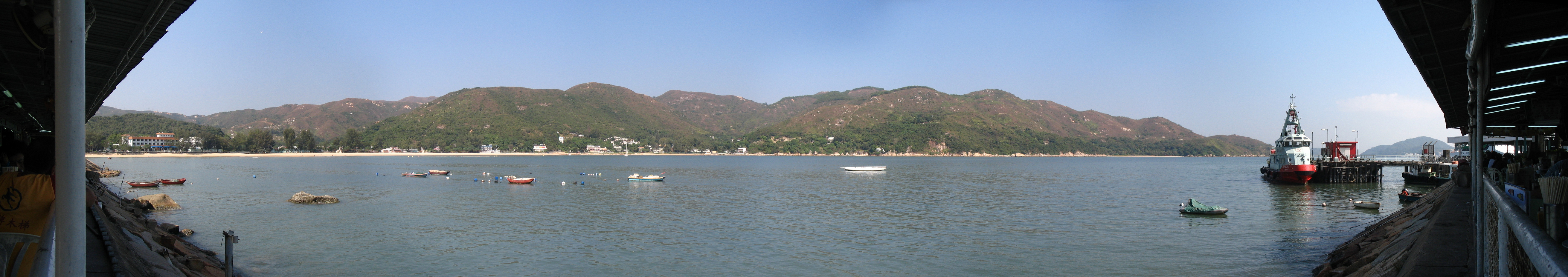
從熟食市場眺望銀礦灣北岸，圖左可見銀鑛灣酒店，圖右則有停泊在碼頭的三號滅火輪

## 河流
銀礦灣是至少三條河流或溪澗的出海口：由南至北分別為銀河、橫塘河、和位於東涌頭的不知名溪澗。其中，銀河分隔梅窩市中心和銀礦灣；橫塘河口位於銀礦灣泳灘中間，有明顯的沖積扇；東涌頭的不知名溪澗出海口則滿布石頭。

## 外部連結
- 離島區，泳灘資料，泳灘及泳池，康樂及文化事務署
- 銀礦洞上洞初部報告 — 四號直井 （页面存档备份，存于）
- 《大嶼山銀礦洞報告》（第二版）（PDF） （页面存档备份，存于）

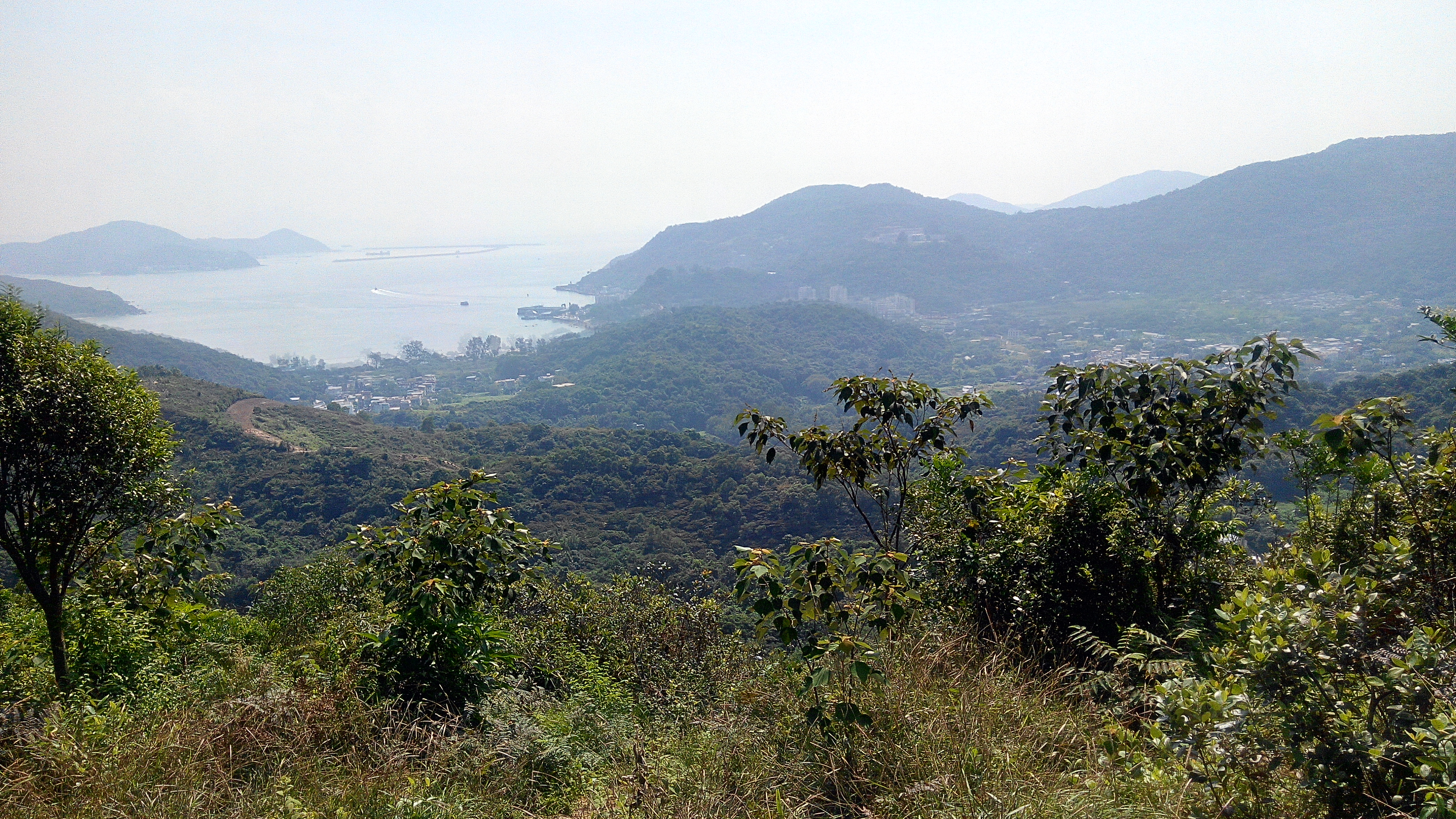
從望渡坳遠眺銀礦灣

- Mui Wo Silver Mine – Part Two The Mine （页面存档备份，存于）
- 2019 銀礦洞上洞調查（兩個項目） （页面存档备份，存于）